# 963
Năm 963 là một năm trong lịch Julius.